# Молдобаєв Карибек Молдобайович
Карибек Молдобайович Молдобаєв (15 листопада 1932, село Мантиш (Кара-Суу), тепер Кочкорського району Наринської області, Киргизстан — 21 грудня 2014, місто Бішкек, Киргизстан) — киргизький радянський діяч, секретар ЦК КП Киргизії, 1-й секретар Фрунзенського міськкому КП Киргизії. Депутат Верховної ради Киргизької РСР 7—10-го скликань. Депутат Верховної ради СРСР 10—11-го скликань. Кандидат філософських наук, доцент, професор.

## Життєпис
У 1952 році закінчив Киргизький державний університет. З 1952 до 1956 року навчався в аспірантурі Московського державного університету імені Ломоносова за спеціальністю філософія.
У 1956—1960 роках — асистент, викладач, старший викладач, доцент кафедри філософії Киргизького державного університету.
Член КПРС з 1959 року.
У 1960—1962 роках — секретар партійного бюро, в 1962—1964 роках — завідувач кафедри філософії Киргизького державного університету.
У 1964—1973 роках — завідувач відділу науки та навчальних закладів ЦК КП Киргизії.
У травні 1973 — грудні 1985 року — 1-й секретар Фрунзенського міського комітету КП Киргизії.
13 грудня 1985 — 4 грудня 1987 року — секретар ЦК КП Киргизії з питань ідеології.
У 1987—1991 роках — заступник голови Ради у справах релігій при Раді міністрів СРСР.
З липня 1995 до 2007 року — ректор-засновник Киргизько-турецького університету «Манас» у місті Бішкеку.
Помер 21 грудня 2014 року в місті Бішкеку.

## Нагороди та звання
- орден Жовтневої Революції
- орден Трудового Червоного Прапора
- орден «Знак Пошани»
- орден «Манас» lІl ст. (Киргизстан)
- медалі